# كارل غوتيرز
كارل غوتيرز هو سياسي أمريكي، ولد في 15 أكتوبر 1941 في Agana Heights, Guam ‏ في الولايات المتحدة. نشط حزبياً في الحزب الديمقراطي. وقد انتخب حاكم غوام ‏ (2 يناير 1995 – 6 يناير 2003) وانتخب عضو الهيئة التشريعية في غوام ‏.